# Air Force One

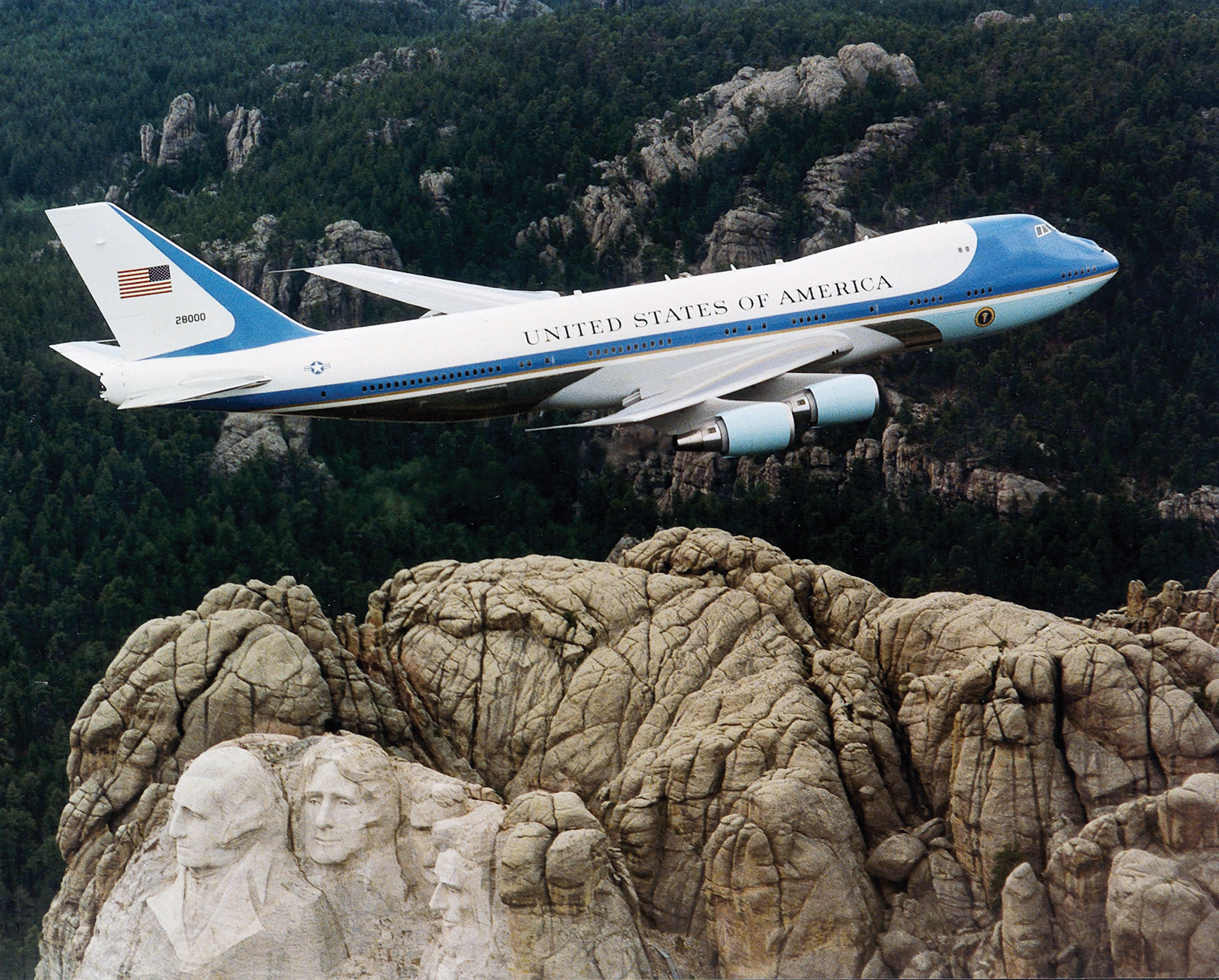
VC-25A Air Force One letící přes Mt. Rushmore

Air Force One je v USA volací znak jakéhokoliv letadla Letectva Spojených států amerických, ve kterém se nachází úřadující prezident USA. Běžně je toto označení spojováno s konkrétními letouny přímo určenými pro tento účel, které nesou charakteristický nátěr. Pro svůj účel je někdy letoun označován jako létající Bílý dům.

## Historie Air Force One

Douglas VC-54C Sacred Cow

První americkým prezidentem, který použil letadlo, byl Theodore Roosevelt, který se v roce 1911 proletěl v letadle Wright Flyer na tehdejší vzletové dráze pro horkovzdušné balóny Kinloch Field (dnešní mezinárodní letiště Lambert–St. Louis), jež se nacházela u St. Louis. V té době však již nebyl úřadujícím prezidentem USA. Až do konce druhé světové války bylo cestování amerických prezidentů letadlem velmi řídké a spíše cestovali vlakem.
Prvním úřadujícím prezidentem USA, který použil letadlo, byl Franklin Delano Roosevelt, pro kterého bylo v roce 1933 speciálně upraveno obojživelné letadlo Douglas Dolphin. Letadlo dokázalo pojmout až 4 cestující, obsahovalo i místnost na spaní a používalo se až do začátku druhé světové války. Není známo, zda vůbec prezident toto letadlo někdy použil. Během války používal prezident Boeing 314, známý také jako „Dixie Clipper“ a Consolidated C-87A. V souvislosti s bitvou o Atlantik se letadlo stalo preferovaným způsobem přepravy prezidenta mezi kontinenty nebo na dlouhé vzdálenosti.
V roce 1944 prezident požádal o vytvoření Prezidentské letecké kanceláře, která by poskytovala leteckou přepravu jak pro prezidenty USA, tak pro jejich personál. Prvním prezidentským speciálem se stal čtyřmotorový Douglas VC-54C (sériového číslo 42-107451) oficiálně pojmenovaný „The Flying White House“ (Létající Bílý dům), neoficiálně přezdívaný jako „Sacred Cow“ (Posvátná kráva). Roosevelt použil tento letoun pouze k cestě na Jaltskou konferenci. Po dalších 20 let byla pro cestování prezidentů používána různá čtyřmotorová vrtulová letadla. Od července 1947 do května 1953 sloužil pro tento účel speciál VC-118 odvozený od letadla Douglas DC-6. Letoun nesl jméno The Indenpendence (nikoliv volací znak), podle města ve kterém vyrůstal prezident Harry S. Truman. Letoun měl  specifický nátěr s motivem hlavy orla bělohlavého na přídi.
Během Eisenhowerova prezidentství byl DC-6 v roli prezidentského speciálu nahrazen letounem Lockheed Constellation, pojmenovaný Columbine II. Od roku 1954 do 1959 byl nahrazen novou verzí Lockheed Super Constellation, pojmenovaný Columbine II. Letounům zůstalo původní kovové barevné provedení.
Volací znak „Air Force One“ byl pro lety prezidenta USA přidělen po incidentu z roku 1953, kdy se ve stejné oblasti řízení leteckého provozu shodou okolností ocitl letoun nesoucí prezidenta Eisenhowera s volacím znakem „Air Force 8610“ a pravidelný linkový let Eastern Air Lines č. 8610.
V květnu 1959 bylo dodáno první proudové letadlo, a to Boeing 707, vojenským označením VC-137.
Dne 22. listopadu 1963 na palubě tohoto letadla složil Lyndon B. Johnson, dosavadní viceprezident Spojených států, přísahu prezidenta Spojených států amerických po smrtícím atentátu na Johna Fitzgeralda Kennedyho. To byla doposud jediná přísaha prezidenta USA, konaná na palubě letadla.

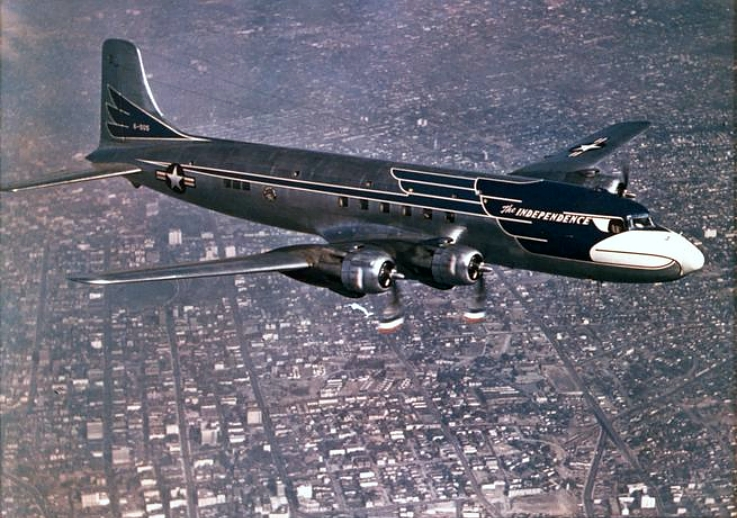
Douglas VC-118 Independence
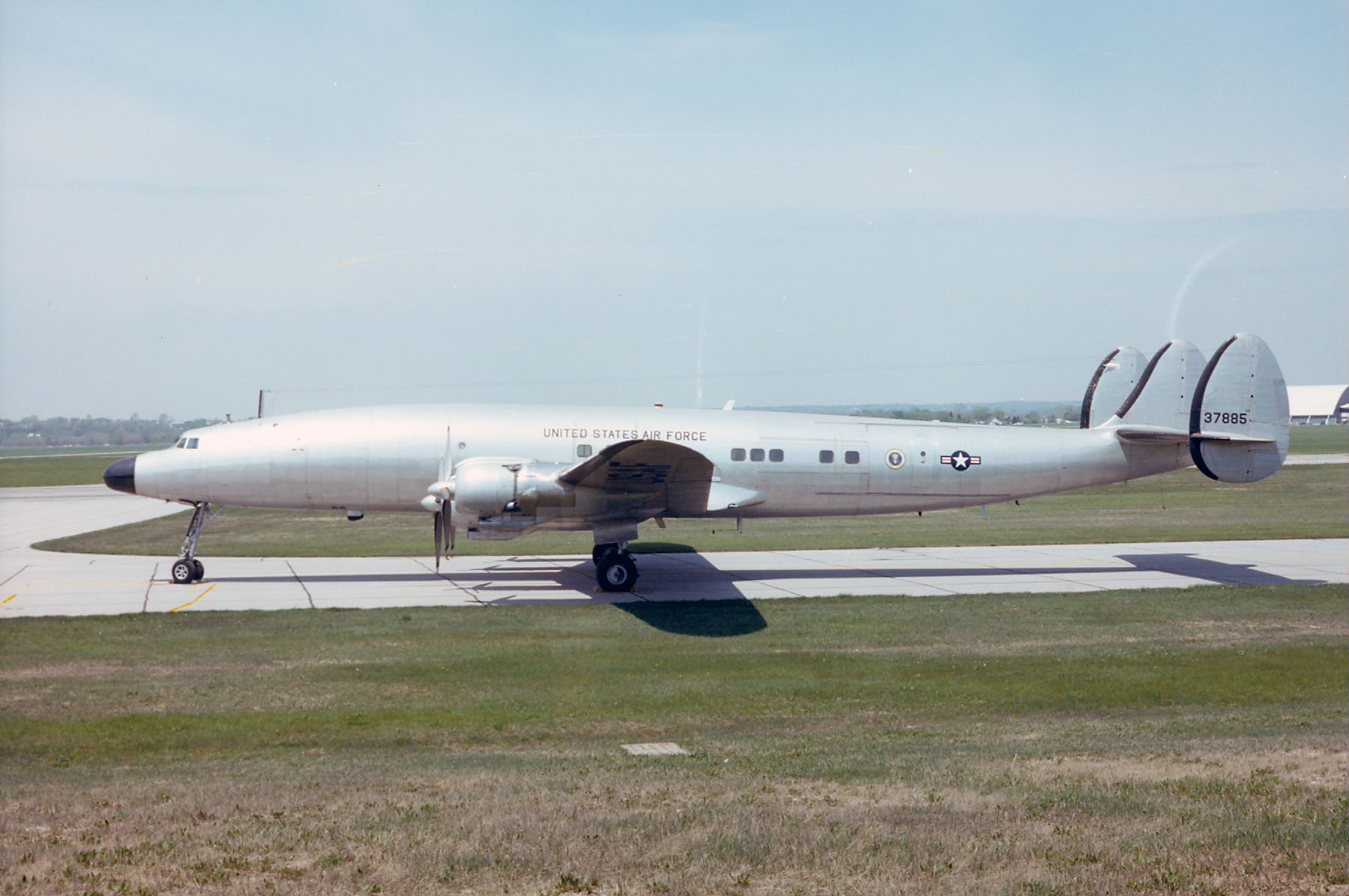
Lockheed VC-121E Constellation Columbine III, používaný jako letoun prezidenta Eisenhowera
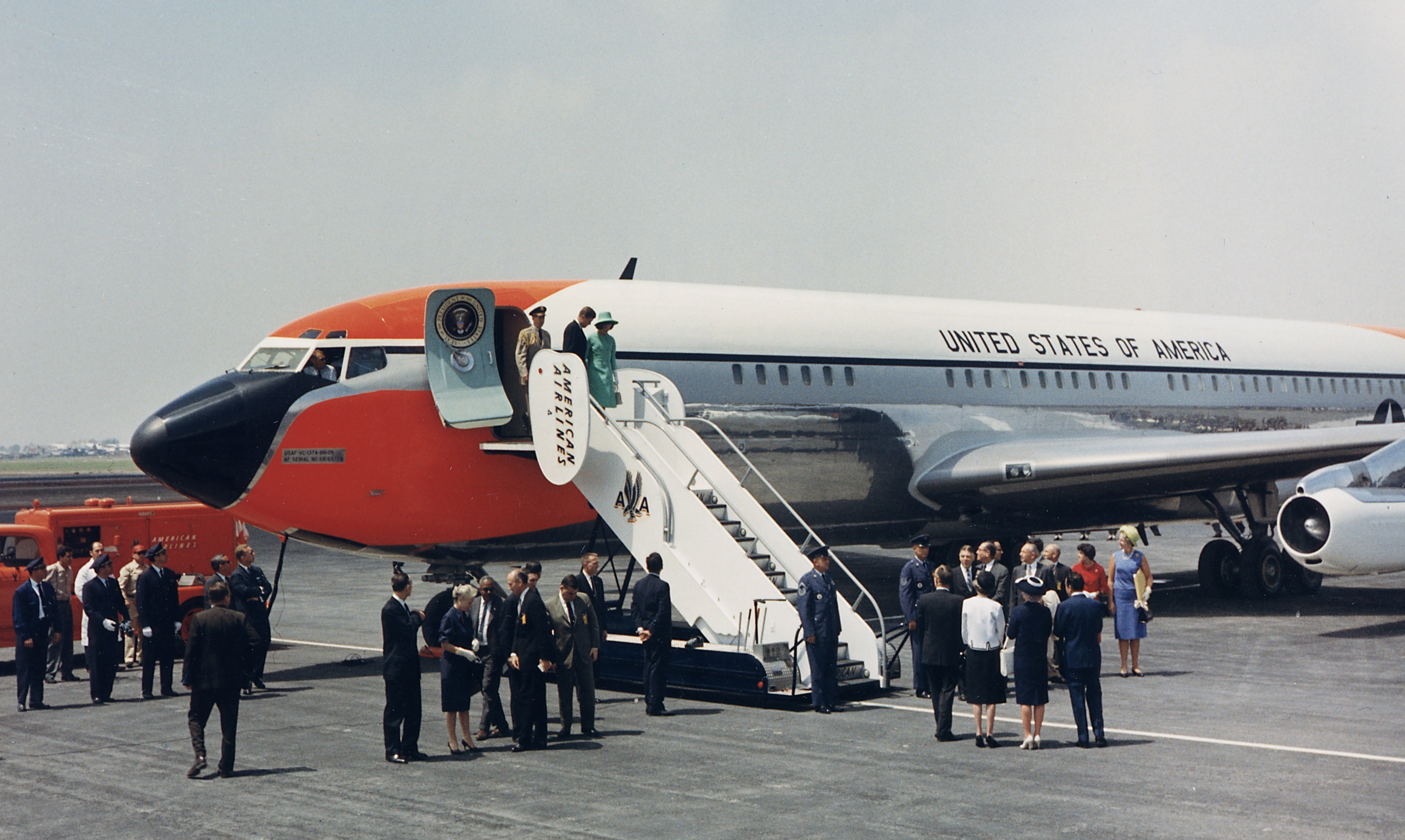
Boeing VC-137A v původním barevném provedení
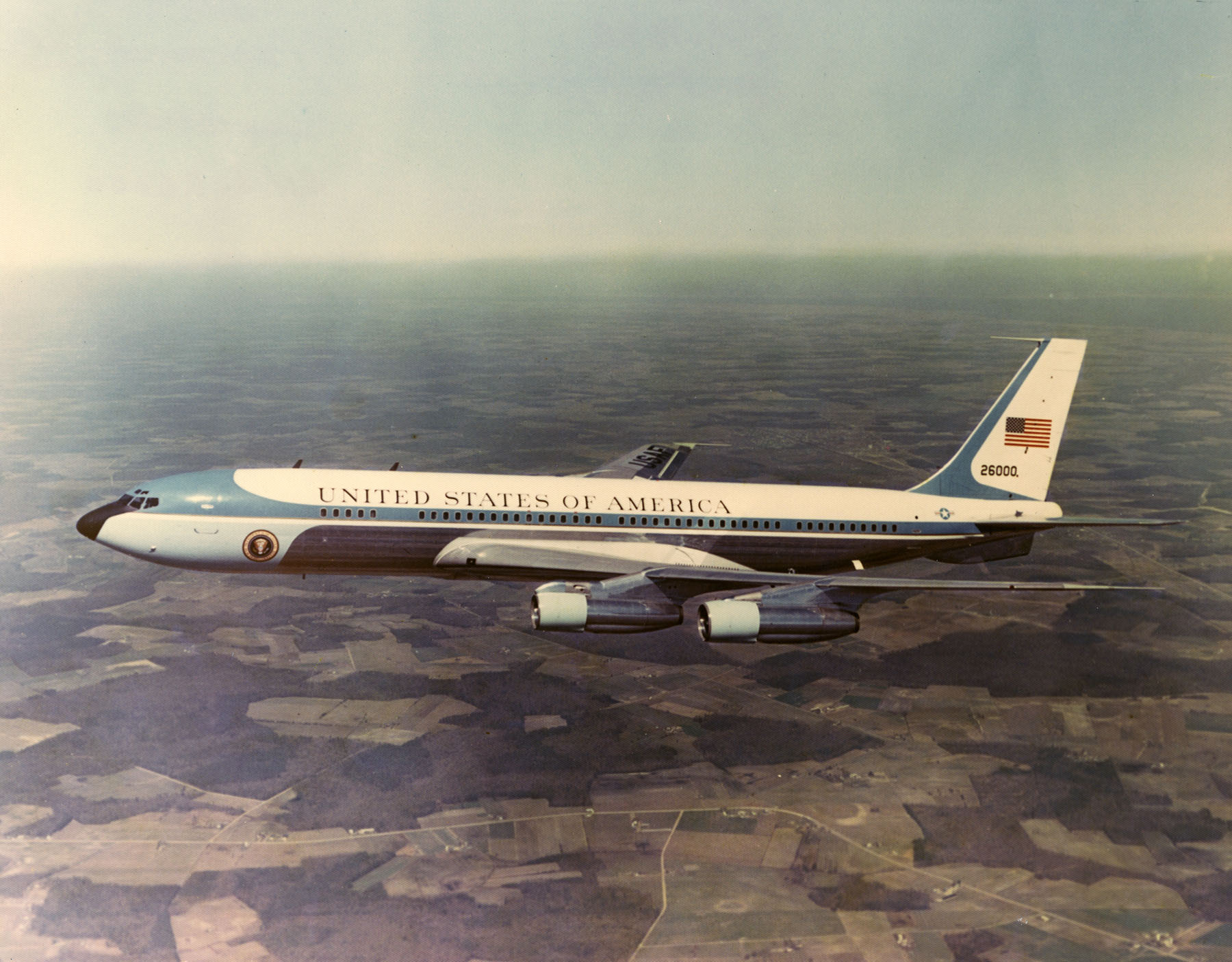
Boeing VC-137C v modrobílém provedení
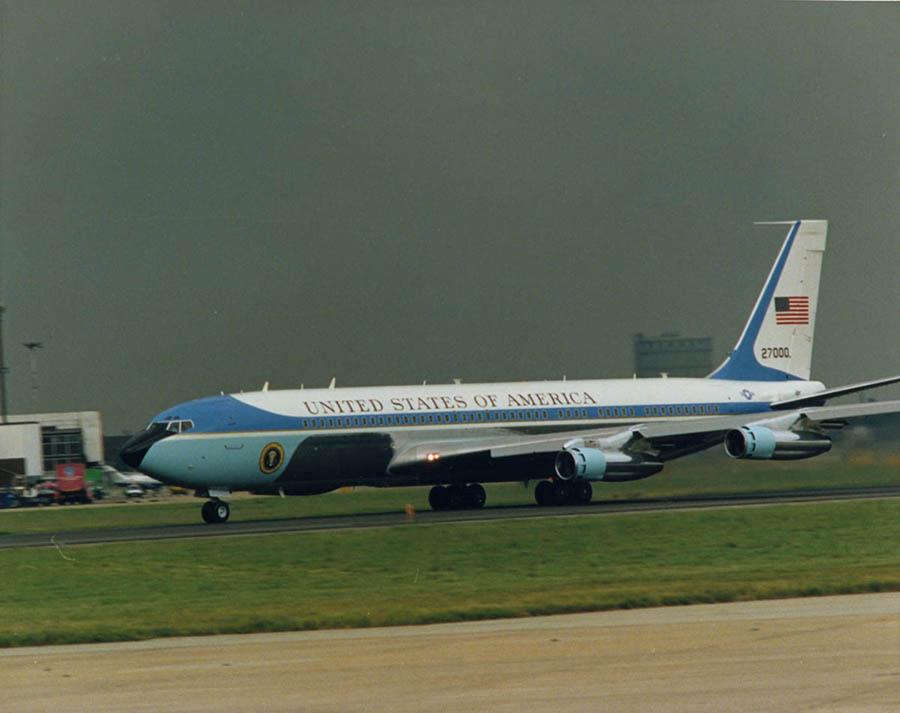
Boeing VC-137C používaný v letech 1972 až 1988

## Současnost
Dnes má prezidentská letecká flotila dva speciálně upravené dopravní letouny Boeing 747-200B. Označení letadel je 28000 a 29000 s vojenským typovým označením VC-25A. Jestliže se nachází na palubě jakéhokoliv letadla Letectva USA úřadující prezident Spojených států amerických, rádiový volací znak tohoto letadla je automaticky „Air Force One“.
Na palubě letadla má prezident a jeho personál plný přístup ke všem službám včetně komunikačních systémů, zabezpečeným i nezabezpečeným telefonním linkám, faxu a datové komunikaci, společně s fotokopírkami, tiskárnami a počítači.
Tato letadla jsou udržována a obsluhována na prezidentské letecké základně částí 89. vzdušného transportního křídla Velitelství sil vzdušné přepravy (ang. Air Mobility Command's 89th Airlift Wing), umístěné na Andrewsově letecké základně (ang. Andrews Air Force Base) v Suitlandu, stát Maryland.
Letadlo VC-25A je schopno bez doplnění paliva uletět 12 600 km (7 800 mil), což je délka necelé třetiny rovníkového obvodu Země (na stránkách Bílého domu se však uvádí, že letadlo dokáže obletět až jednu polovinu obvodu Země). Letadlo je možné tankovat za letu. Může pojmout víc než 70 pasažérů. Každý z těchto letounů stál přibližně 325 milionů USD. V roce 2015 bylo rozhodnuto o náhradě strojů novějšími letouny, založenými na modernější verzi Boeing 747-8.

## Focení a panika v New Yorku

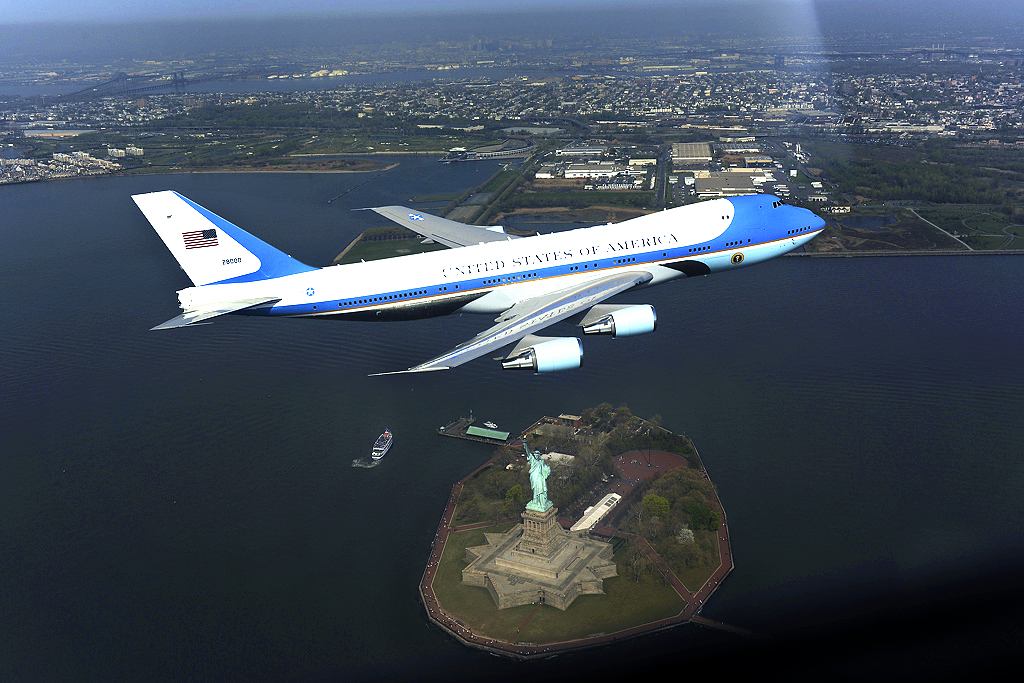
Výsledná fotografie

V roce 2009 se v Bílém domě zrodila myšlenka nového oficiálního snímku letadla Air Force One. Letadlo mělo být vyfoceno s panoramatem New Yorku. Kroužilo pak dlouhou dobu nízko nad městem, aby fotograf ve stíhačce nafotil všechny plánované snímky. Newyorčané však o plánovaném focení neměli tušení.
Letadlo kroužilo nad městem tak dlouho, že ho zaregistrovalo až příliš mnoho lidí. Boeing tak blízko soše Svobody, který pronásledují dvě stíhačky, vyvolal ve městě rozruch. Mnoha Newyorčanům hlavou probleskl teroristický útok z roku 2001 a vypukla panika. Některé budovy zahájily dokonce okamžitou evakuaci. Louis Caldera, který za tento nápad převzal zodpovědnost, se později celému městu za nepříjemný incident veřejně omluvil a po dvou týdnech ze své pozice v Bílém domě odstoupil.